# 欧略
欧略（法語：Haut-Lieu，法語發音：[o ljø]）是法国上法蘭西大區北部省的一个市镇，属于埃尔普河畔阿韦讷区。

## 地理
欧略（50°6'5"N, 3°54'45"E）面积9 平方千米，位于法国上法蘭西大區北部省，该省份为法国最北部的省份及最长的省份，西北濒北海，西接加来海峡省，南至埃纳省和索姆省，东与比利时接壤。
与欧略接壤的市镇（或旧市镇、城区）包括：埃尔普河畔阿韦讷、埃尔普河畔圣伊莱尔、阿韦内勒、埃尔普河畔布洛涅、卡尔蒂尼、埃特兰。

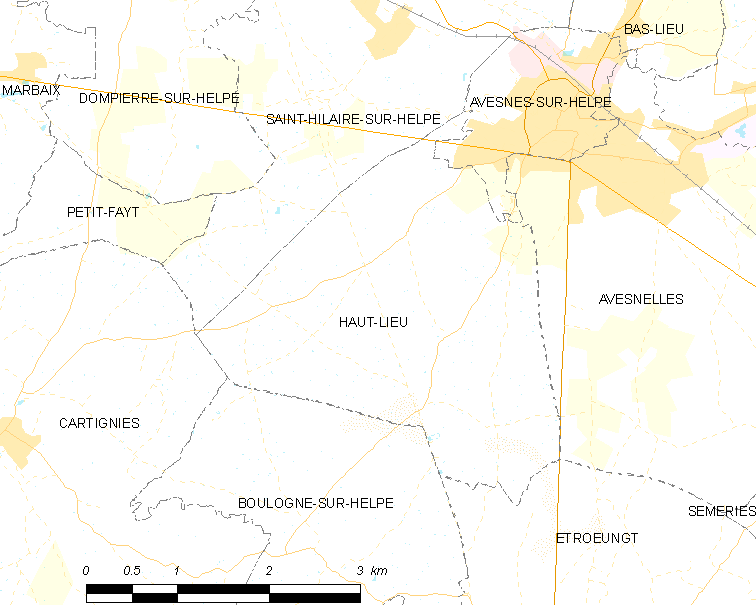
欧略的OSM定位图

欧略的时区为UTC+01:00、UTC+02:00（夏令时）。

## 行政
欧略的邮政编码为59440，INSEE市镇编码为59290。

## 政治
欧略所属的省级选区为埃尔普河畔阿韦讷县。

## 人口

1962-2008年间欧略人口变化图示

欧略于2022年1月1日时的人口数量为374人。